# 平川站 (平壤市)
平川站（韓語：평천역）是朝鮮民主主義人民共和國平壤平川区域的一個鐵路車站，属于平壤火电线。

## 邻近车站
平壤火电线
普通江站 - 平川站